# Þórdís Árnadóttir
Þórdís Jóhanna Árnadóttir (ur. 19 września 1933 w Reykjavíku, zm. 6 listopada 2013 w Garðabær) – islandzka pływaczka.
Brała udział w igrzyskach w 1948, na których startowała na 200 m stylem klasycznym. Odpadła z rywalizacji w pierwszej rundzie zajmując ostatnie, 7. miejsce w swoim wyścigu eliminacyjnym z czasem 3:26,1. Jest najmłodszym islandzkim olimpijczykiem.
Zmarła 6 listopada 2013 w domu opieki w Garðabær, a pochowana została 19 listopada 2013 w Reykjavíku.